# Агеда і Борраля
А́геда і Борра́ля (порт. Águeda e Borralha; МФА: [ˈa.gɨ.dɐ i bu.ˈʁa.ʎɐ]) — парафія в Португалії, в муніципалітеті Агеда. Складова округу Авейру.  Входить до регіону Центр. За старим адміністративним поділом, що був чинним до 1976 року, територія парафії належала провінції Берегова Бейра. Заснована 28 січня 2013 року. Площа парафії — 36,03 км², населення — 13 708 ос. (2011), густота населення — 380,46 осіб/км²
. Патрон — Діва Марія і свята Евлалія. Поштовий індекс — 3750. Код  — 010121.
```
Сформована із колишніх парафій 
Агеда
 й 
Борраля
.
```

## Географія

Агеда (2013)
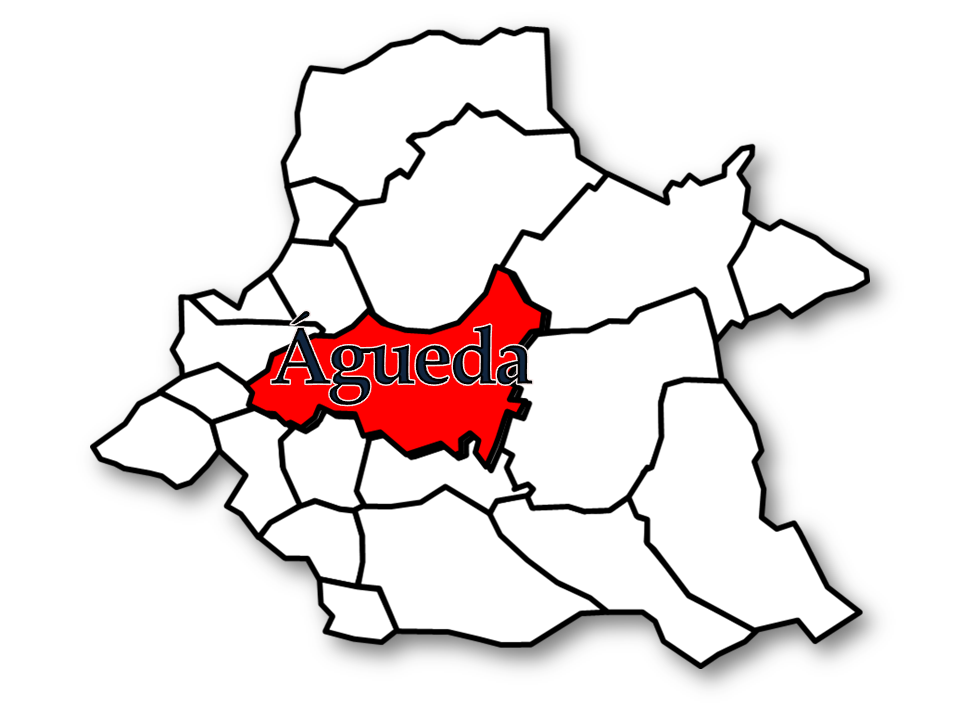
Агеда
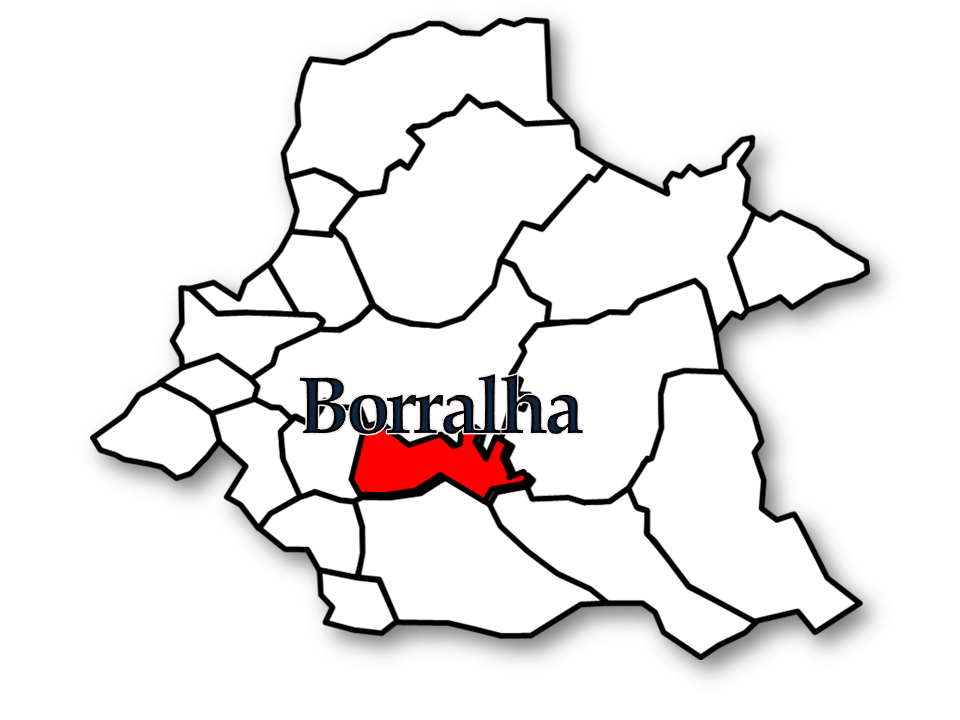
Борраля

## Населення
| 2011  |
| 13576 |